# Mistrzostwa Świata w Kolarstwie Przełajowym 1999
50. Mistrzostwa Świata w Kolarstwie Przełajowym 1999 odbyły się w słowackim mieście Poprad, w dniach 30–31 stycznia 1999 roku. Rozegrano wyścigi mężczyzn w kategoriach elite, U-23 i juniorów.

## Medaliści
| Konkurencja:                | Złoto:          | Czas      | Srebro:             | Czas     | Brąz:              | Czas     |
| Klasyfikacja mężczyzn       |                 |           |                     |          |                    |          |
| Elite (31 stycznia 1999)    | Mario De Clercq | 1:02:50 h | Erwin Vervecken     | + 0:08 m | Adrie van der Poel | + 0:24 m |
| U-23 (30 stycznia 1999)     | Bart Wellens    | 53:47 m   | Tom Vannoppen       | + 1:34 m | Timothy Johnson    | + 1:35 m |
| Juniorzy (30 stycznia 1999) | Mattew Kelly    | 37:26 m   | Sven Vanthourenhout | + 0:01 m | Thijs Verhagen     | + 0:12 m |

## Szczegóły

### Zawodowcy
| Medal | Zawodnik            | Narodowość | Czas      |
| ----- | ------------------- | ---------- | --------- |
|       | Mario De Clercq     | Belgia     | 1:02:50 h |
|       | Erwin Vervecken     | Belgia     | + 0:08    |
|       | Adrie van der Poel  | Holandia   | + 0:24    |
| 4     | Daniele Pontoni     | Włochy     | + 1:24    |
| 5     | Thomas Frischknecht | Szwajcaria | + 1:42    |
| 6     | Sven Nys            | Belgia     | + 2:09    |
| 7     | Radomír Šimůnek     | Czechy     | + 2:13    |
| 8     | Peter Van Santvliet | Belgia     | + 2:49    |
| 9     | Jiří Pospíšil       | Czechy     | + 3:17    |
| 10    | Ben Berden          | Belgia     | + 3:41    |

### U-23
| Medal | Zawodnik          | Narodowość        | Czas    |
| ----- | ----------------- | ----------------- | ------- |
|       | Bart Wellens      | Belgia            | 53:47 m |
|       | Tom Vannoppen     | Belgia            | + 1:34  |
|       | Timothy Johnson   | Stany Zjednoczone | + 1:35  |
| 4     | Steffen Weigold   | Niemcy            | + 1:53  |
| 5     | John Gadret       | Francja           | + 2:05  |
| 6     | Guillaume Benoist | Francja           | + 2:32  |
| 7     | Emil Hekele       | Czechy            | + 2:38  |
| 8     | David Derepas     | Francja           | + 2:40  |
| 9     | David Süssemilch  | Czechy            | + 2:51  |
| 10    | Pascal van Bussel | Holandia          | + 3:06  |

### Juniorzy
| Medal | Zawodnik             | Narodowość        | Czas    |
| ----- | -------------------- | ----------------- | ------- |
|       | Mattew Kelly         | Stany Zjednoczone | 37:26 m |
|       | Sven Vanthourenhout  | Belgia            | + 0:01  |
|       | Thijs Verhagen       | Holandia          | + 0:12  |
| 4     | David Kášek          | Czechy            | + 1:04  |
| 5     | William Frishkorn    | Stany Zjednoczone | + 1:07  |
| 6     | Jean-Baptiste Béraud | Francja           | + 1:07  |
| 7     | Tim Van Nuffel       | Belgia            | + 1:22  |
| 8     | Wouter Bunning       | Holandia          | + 1:28  |
| 9     | Ronald Heigl         | Szwajcaria        | + 1:35  |
| 10    | Hannes Genze         | Niemcy            | + 1:42  |

## Tabela medalowa
| Miejsce | Państwo  |   |   |   |   |
| ------- | -------- | - | - | - | - |
| 1.      | Belgia   | 2 | 3 | 0 | 5 |
| 2.      | USA      | 1 | 0 | 1 | 2 |
| 3.      | Holandia | 0 | 0 | 2 | 2 |